# Unión Española de Guayaquil
O Unión Española de Guayaquil é um clube de futebol feminino equatoriano. 
Hoje encontra-se disputando o Campeonato Equatoriano de Futebol Feminino, sendo campeão em 2015 e por isso disputou a Copa Libertadores da América de Futebol Feminino de 2016.

## Títulos
- Campeonato Equatoriano (2 vezes): 2015[1] e 2016